# Masarykův most (Plzeň)
Masarykův most je dvouobloukový železobetonový most, který překonává Berounku v Plzni. Byl součástí silnice II/231 (ul. Jateční), od roku 2014 slouží jako součást stezky pro chodce a cyklisty.

## Historie
Rozhodnutí o stavbě mostu padlo v roce 1915 a v témže roce začala i jeho výstavba, kterou realizovala společnost Müller & Kapsa. Kvůli 1. světové válce se ale konstrukce protáhla až do roku 1918 a most byl kolaudován a začal být užíván až v roce 1922. Most byl pojmenován po prezidentu T. G. Masarykovi.
V roce 1997 byl most prohlášen nemovitou kulturní památkou.
V roce 2008 byl most z důvodu havarijního stavu uzavřen a nahrazen mostním provizoriem (montovaným vojenským mostem). V roce 2013 započala jeho rekonstrukce a po jejím dokončení v roce 2014 byl most otevřen již pouze pěším a cyklistům (pro motorová vozidla byl v průběhu let 2013-14 zbudován v těsném sousedství Masarykova mostu nový ocelobetonový most, odpovídající nárokům na frekventovanou dopravní trasu, a provizorní most byl demontován).

## Architektura
Mostní konstrukci tvoří dva oblouky ze železobetonu s vypjatou mostovkou. Délka mostu je 117 m a celková šířka 6,9 m (4,4 m připadají na vozovku dlážděnou žulovými kostkami, zbytek na chodníky s mozaikovou kamennou dlažbou).
Most je lemován železobetonovým sloupkovým zábradlím. To je na začátku a konci mostu a nad středním pilířem zdobeno dvojicí vysokých štíhlých pylonů, které slouží zároveň jako kandelábry.